# Алиев, Сабир Гусейнали оглы
Сабир Алиев Гусейнали оглы (азерб. Sabir Hüseynəli oğlu Əliyev; 10 мая 1928, Баку – 26 октября 1983, Баку) — азербайджанский виолончелист, профессор Азербайджанской государственной консерватории. Народный артист Азербайджанской ССР (1972).

## Биография
Сабир Алиев Гусейнали оглы родился 10 мая 1928 года в Баку в семье рабочих. В 1936 году он поступил в десятилетнюю музыкальную школу при Азербайджанской государственной консерватории. Окончив музыкальную школу, Сабир Алиев в 1946 году поступил в Азербайджанскую государственную консерваторию, где обучался в классе Исаака Туричина, ученика Леопольда Ростроповича. В 1951 году окончил факультет струнных инструментов.
Впервые в 1950 году состоялось выступление трио в составе Сабир Алиев (виолончель), Тофик Бакиханов (скрипка), Э. Алиева (фортепиано) в Азербайджанской государственной филармонии.
В первые годы обучения он успешно освоил классический репертуар советских композиторов и выступал на множестве концертных программ, а также на Азербайджанском государственном радио. В 1950 году, еще будучи студентом, он принял участие в международном конкурсе вместе с такими артистами, как М. Ростропович, Д. Шафран, Леско, и был удостоен почетного диплома.
По окончинии консерватории Сабир Алиев был оставлен там в качестве преподавателя. Также занимал должность заведующего отделения струнных инструментов в Музыкальной школе имени Бюльбюля. С 1955 года он был солистом Азербайджанской государственной филармонии имени Муслима Магомаева, концертмейстером Азербайджанского симфонического оркестре имени Узеира Гаджибекова, а также был членом Азербайджанского государственного трио и квартета. Он также представлял народные песни и танцы, был первым исполнителем множества композиций на виолончели от национальных композиторов, участвовал в первом Симфоническом камерном коллективе республики и в течение нескольких лет был художественным руководителем этого коллектива.
Сабир Алиев также был активен в области преподавательской деятельности. С 1951 года и до конца своей жизни он вел специализированные занятия по виолончели в консерватории. В 1960 году написал "10 этюдов для виолончели", в 1966 году сочинил произведения "Пьесы" для виолончели и фортепиано, а в 1968 году его произведение "Пьесы" было опубликовано, а в 2008 году вышел в печать его учебник "Школа виолончели" для начальных классов.
В 1960 году он стал доцентом, а в 1972 году получил учёное звание профессора в Азербайджанской государственной консерватории..
Сабир Алиев скончался 26 октября 1983 года в городе Баку.

## Звания и награды
- Почётное звание Заслуженный артист Азербайджанской ССР  — 10 июня 1959 года [4]
- Почётное звание Народный артист Азербайджанской ССР — 19 апреля 1972 года [5]
- Орден «Знак Почета» — 14 января 1967 года